# Thaiföld hadereje
Thaiföld hadereje a szárazföldi erőkből, a légierőből és a haditengerészetből áll.

## Fegyveres erők létszáma
- Aktív: 306 000 fő (melyből 70 000 fő sorozott)
- Szolgálati idő a sorozottaknak: 24 hónap
- Tartalékos: 200 500 fő

## Szárazföldi erők
Létszám
190 000 fő
Állomány
- 3 páncélos hadosztály
- 2 gépesített hadosztály
- 2 lovas hadosztály
- 1 közepes gyalogoshadosztály
- 2 különleges hadosztály
- 1 tüzérhadosztály
- 1 műszaki hadosztály
- 2 páncélos felderítő ezred
- 8 gyalogoszászlóalj
- 4 felderítő század
- 1 gyorsreagálású ezred

Felszerelés
- 333 db harckocsi (M48A5, M60, kínai 69-es típus)
- 460 db közepes harckocsi (Scorpion, M-41, Stingray)
- 30 db felderítő harcjármű
- 950 db páncélozott szállító jármű
- 374 db tüzérségi löveg: 354 db vontatásos, 20 db önjáró
- 6 db szállító repülőgép
- 3 db harci helikopter
- 156 db szállító helikopter

## Légierő
Létszám
48 000 fő
Repülési idő a pilótáknak: 100 óra
Állomány
- 7 közvetlen támogató század
- 3 csatarepülő-század
- 3 szállítórepülő-század
- 3 helikopteres század

Felszerelés
- 194 db harci repülőgép (F–5 Tiger II, F–16 Fighting Falcon, L–39 Albatros)
- 44 db szállító repülőgép
- 34 db helikopter

## Haditengerészet
Létszám
68 000 fő
Hadihajók
- 1 db repülőgép-hordozó
- 12 db fregatt
- 88 db járőrhajó
- 7 db aknarakó/szedő hajó
- 9 db deszanthajó
- 16 db vegyes feladatú hajó

Haditengerészeti légierő
- 44 db harci repülőgép
- 8 db harci helikopter

Tengerészgyalogság
- 1 hadosztálytörzs
- 1 tüzérezred
- 1 deszant-rohamzászlóalj